# Lecompton
Lecompton – miasto położone w Hrabstwie Douglas.